# Антонешть (Штефан-Водський район)
Антонешти (рум. Antoneşti) — село в Молдові в Штефан-Водському районі. Утворює окрему комуну. Це єдиний населений пункт в складі однойменної комунии. Площа села 2,28 кв. км, периметр 6,93 км. Відстань до Штефан-Воде -- 7 км, до Кишинева -- 114 км.
Село було засновано в ХІХ столітті.

## Населення

### Національність
Розподіл населення за національністю за даними перепису 2004 року:
| Національність   | Відсоток |
| ---------------- | -------- |
| молдовани/румуни | 99,4%    |
| українці         | 0,4%     |
| інші             | 0,2%     |